# Вольное (Томаковский район)
Вольное (укр. Вільне) — село,
Новокиевский сельский совет,
Томаковский район,
Днепропетровская область,
Украина.
Код КОАТУУ — 1225487502. Население по переписи 2001 года составляло 38 человек .
На 2015 год село нежилое.

## Географическое положение
Село Вольное находится в 4,5 км от сёл Новокиевка и Глухое.
По селу протекает пересыхающий ручей с запрудой.

## Экономика
- Грушевской карьер (Добыча марганцевой руды открытым способом. Марганцевский ГОК.)